# Puchnarová (planetka)
(11105) Puchnarová je planetka naší Sluneční soustavy objevená českou astronomkou Janou Tichou 24. října 1995 na hvězdárně v Kleti. Planetka dostala předběžné označení 1995 UR2. Objevitelka ji pojmenovala jménem své učitelky z mládí Dany Puchnarové.